# Jesse Spencer
Jesse Gordon Spencer (Melbourne, 12 februari 1979) is een Australisch acteur.
Hij speelde onder meer Billy Kennedy in Neighbours, een Australische soapserie waarin hij speelde van 1994-2000. Sindsdien speelde hij onder meer in films als Death in Holy Orders, Uptown Girls en Swimming Upstream.
Spencer woont in de VS, waar hij van 2004 tot 2012 de rol vertolkte van Dr. Robert Chase in de ziekenhuisserie House en van 2012 tot en met 2022 de rol van Matthew Casey in Chicago Fire. Zijn tegenspeelster in House, Jennifer Morrison, was zijn vriendin en verloofde tot de zomer van 2007, toen zij de trouwerij afbliezen. Met haar speelde hij ook in Flourish, een film die te zien was op het filmfestival in Cannes.

## Filmografie

### Films
| jaar | film                  | personage               |
| ---- | --------------------- | ----------------------- |
| 2000 | Lorna Doone           | Marwood de Whichehalse  |
| 2001 | Curse of the talisman | Jeremy Campbell         |
| 2001 | Winning London        | Lord James Browning Jr. |
| 2002 | Stranded              | Fritz Robinson          |
| 2002 | Fear itself           | Pilot                   |
| 2003 | Swimming Upstream     | Tony Fingleton          |
| 2003 | Uptown Girls          | Neal Fox                |
| 2003 | Death in Holy Orders  | Raphael Arbuthnot       |
| 2006 | Flourish              | Eddie Gator             |

### Tv-series
| jaar        | serie        | personage          |
| ----------- | ------------ | ------------------ |
| 1994 - 2000 | Neighbours   | Billy Kennedy      |
| 2004 - 2012 | House M.D.   | Dr. Robert Chase   |
| 2012 - 2022 | Chicago Fire | Cpt. Matthew Casey |

## Trivia
- Speelt viool sinds zijn tiende
- Speelt gitaar en piano
- Hij zong in een Australisch jongenskoor
- Zijn vader en broers zijn allen dokters
- Spreekt vloeiend Frans
- Zijn hobby's zijn Australian football, lopen, bergklimmen, surfen, en muziek
- Hij zingt en speelt gitaar in Uptown Girls